# 自由基
自由基（英語：Free Radical），又称游离基，是指化合物的分子在光、热等外界条件下，共价键发生均裂而形成的具有不成对电子的原子或基团。在书写时，一般在原子符号或者原子团符号旁边加上一个“·”表示没有成对的电子。如氢自由基（H·，即氢原子）、氯自由基（Cl·，即氯原子）、氫氧自由基（OH·），甲基自由基（CH3·）和四甲基哌啶氧自由基等。自由基极易发生反应（如二聚反应、夺氢反应、氧化反应、歧化反应等）。自由基可以是带正电荷，负电荷或者不带电荷。虽然金属以及它们的离子或者它们的络合物有不成对的电子，但按照常规习惯定义不算是自由基。除了极个别情况，大多数的未成对电子形成的自由基都具有较高的化学活性。自由基可被溶剂笼包围。
自由基反应在燃烧、大气化学、聚合反应、等离子体化学、生物化学和其他各种化学学科中扮演很重要的角色。在化学生物学当中，过氧化物和一氧化氮调节着许多生物过程比如控制血管张力；这样的自由基可以作为一种称为氧化还原信号当中的信使。在人体，自由基是呼吸及代谢的副产物。

## 发展历史
历史上第一个被发现和证实的自由基是由摩西·冈伯格在1900年于密歇根大学发现的三苯甲基自由基。

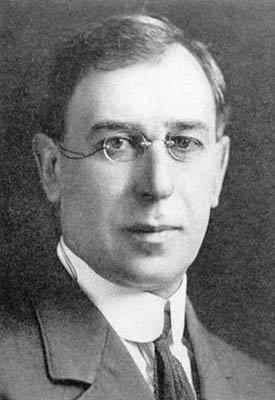
摩西·冈伯格（1866－1947），自由基化学的奠基人

历史上，词组“自由基”是用来命名作为连接分子的不同部分， 特别是当它们在反应过程中保持不变的时候。这些我们现在称为：官能团。比如，甲醇以前认为是由甲基“自由基”和羟基“自由基”所组成的。而甲醇在现在化学的理论中不认为具有自由基，它们既没有不成对的电子也没有活性的电子，因为它们（羟基和甲基）永远都是键合在一起的。但是在质谱当中我们则可以观察到在高能电子的轰击下，甲醇分子被断裂成羟基或者甲基的碎片自由基。

## 反应式中自由基的描述
在化学方程式当中，自由基最通常被表示为在原子或者分子式旁边的一个点，比如：
{\displaystyle \mathrm {Cl} _{2}\;{\xrightarrow {UV}}\;{\mathrm {Cl} \cdot }+{\mathrm {Cl} \cdot }}
氯气在紫外线的照射下形成氯原子的自由基。
自由基反应机理使用单箭头来描述单电子的转移过程：
要断裂化学键的裂解，使用类似于鱼钩一样的单箭头（区分于成对电子的双箭头）来表述。这里要提示的是： 断开化学键的第二个电子也是和进攻自由基的单电子成对的， 而这里则不明确的表述出来。
自由基作为反应中间体参与了自由基加成反应和自由基取代反应。  含有自由基的链式反应可以通常被分割成三个不同的过程：“链引发”，“链增长”，“链终止”。
- 链引发阶段，反应中呈现自由基的净增长。它可以像反应1一样从稳定的形态来生成自由基，也可以是从自由基的形成反应当中来生成更多的自由基。
- 链增长阶段，反应当中生成了大量自由基，而自由基的总数量是保持不变的。
- 链终止阶段，反应总体呈现了自由基的净减少。两种自由基互相形成一种更稳定的物质， 比如：2Cl·→ Cl2

例如：甲烷和氯气取代反应的历程
- 链引发：氯分子在光的作用下，分解成两个氯原子（氯自由基）。从而引发反应

{\displaystyle \mathrm {Cl} _{2}\,{\xrightarrow {hv}}\,\mathrm {2Cl} \cdot }
- 链增长：极活泼的Cl·夺取甲烷分子中的一个氢原子，生成甲基自由基（CH3·）和氯化氢。活泼的CH3·自由基立即再与氯分子反应，生成氯甲烷并生成一个新的自由基（Cl·）。该自由基又重新与CH4反应。如此反复循环，引起连锁反应。

{\displaystyle \mathrm {CH} _{4}\mathrm {+Cl} \cdot \,\rightarrow \,\mathrm {CH} _{3}\cdot \mathrm {+HCl} }
{\displaystyle \mathrm {CH} _{3}\cdot \mathrm {+Cl:Cl} \,\rightarrow \,\mathrm {CH} _{3}\mathrm {Cl+Cl} \cdot }
- 链终止：当反应中的CH3Cl浓度增高，Cl·游离基将与CH3Cl生成CH2Cl·，并按上述类似过程生成CH2Cl2。进而生成CHCl3、CCl4等。当烷烃消耗完后，Cl·和其自身碰撞的机会增加，生成Cl2分子，其他自由基也可以相互结合生成稳定的分子，反应便告终止。

{\displaystyle \mathrm {Cl} \cdot \mathrm {+Cl} \cdot \,\rightarrow \,\mathrm {Cl} _{2}}
{\displaystyle \mathrm {CH} _{3}\cdot \mathrm {+CH} _{3}\cdot \,\rightarrow \,\mathrm {CH} _{3}\mathrm {CH} _{3}}
{\displaystyle \mathrm {Cl} \cdot \mathrm {+Y} \cdot \,\rightarrow \,\mathrm {YCl} \,\,\,\mathrm {(Y=} \mathrm {CH} _{3}\cdot ,\mathrm {CH} _{2}\mathrm {Cl} \cdot ,\mathrm {CHCl} _{2}\cdot ,\mathrm {CCl} _{3}\cdot \mathrm {)} }

## 形成
自由基的形成可以是由于共价键的均裂，其过程需要较高的能量。比如一个H2分子转化为2H·需要{\displaystyle \Delta \mathrm {H} ^{\circ }\mathrm {=} +\mathrm {435kJ} /\mathrm {mol} }，而一个Cl2分子转化为2Cl·需要{\displaystyle \Delta \mathrm {H} ^{\circ }\mathrm {=} +\mathrm {243kJ} /\mathrm {mol} }。这就是我们所说的键离解能， 它通常被简写为：{\displaystyle \mathrm {\Delta {H}^{\circ }} }。两个原子连接形成的共价键的键能是由整个分子的结构决定的，而并非仅仅与这两个原子有关。形成自由基其实需要更多的能量。化学键的均裂经常发生在两个具有相近电负性的原子之间。在有机化学当中经常是过氧化物当中的O-O键或者O-N键。有时候，由于附加的能垒，自由基的形成也可能是自旋禁阻的。
然而，链增长过程是一个非常剧烈的放热反应。这里需要注意的是，虽然自由基离子也是存在的，但是大多数的物质都是电中性的。
自由基还可以通过一个原子或者分子的氧化还原过程来形成。

## 燃烧
燃烧是最常见的自由基反应。氧分子是一种稳定的双自由基，表示为·O-O，因为电子自旋平行，氧分子很稳定。当稳定基态氧分子（三线态氧）激发后，形成极度活泼的单线态氧。为了使燃烧进行，必须跨越能垒。能垒的跨越需要较高的温度。三线态氧到单线态氧的转换是禁止的（違反自然法則）。

## 聚合
除了燃燒反應以外，很多聚合反應都涉及自由基。很多塑料和其他聚合物都是由自由基聚合反應所形成。

## 参阅
- 自由基的命名法(C-081,C-082)
- 自由基名称表
- 化學捕捉